# Moord op een chirurg
Moord op een chirurg is het zesde deel van de Nederlandse detectiveserie 'Baantjer Inc.', die vanaf het begin werd verzorgd door Ed van Eeden. Appie Baantjer kwam zelf met het voorstel om de reeks te laten verschijnen onder de naam Baantjer Inc.

## Samenvatting
De twee rechercheurs van deze detectiveserie zijn:
- Oscar Graanoogst. Deze ervaren rechercheur heeft Surinaamse wortels en is getrouwd met Henny. Ze hebben twee dochters Cindy en Blossom en twee zoons Chester en Leroy. Hij werkt vanuit het politiebureau in De Pijp aan de Ferdinand Bolstraat en woont in Almere. Vanaf boek 6 is hij adjudant.
- Hendrick Zijlstra. Een jonge slordig geklede jonge rechercheur met een honkbalpetje. Hij woont niet meer thuis bij zijn moeder, maar is via haar, Emmy Zijlstra-de Cock, het neefje van de beroemdste Amsterdamse rechercheur Jurriaan De Cock.

## Verhaal
Schoonmaker Jaap Rosmuller vindt in een fraai appartement het dode lichaam van zijn opdrachtgever, chirurg Valentijn Bredero. Het was hem bekend dat Valentijn het appartement gebruikte wegens zijn werkzaamheden in het OLVG in het Oosterpark en zijn woonadres te Bloemendaal. Het slachtoffer blijkt na sectie ongeveer een dag eerder te zijn neergeslagen met een stomp voorwerp, dat rode en witte verfresten achterliet.
Intussen zijn de privéproblemen Hendrick boven het hoofd gegroeid. Hij verlaat zijn doodzieke moeder, waardoor zijn zus Astrid over moet komen om de mantelzorg op zich te nemen. Ingrid van den Bogaert, agente op hetzelfde bureau, zet de zaak op scherp. Haar man René vindt het niet langer goed dat zij samen uit gaan, nu ze elkaar op de mond hebben gezoend. Hendrick verdwijnt in zijn stamkroeg, verliest zijn pet en wordt de andere ochtend om tien uur wakker naast een beeldschone jonge vrouw, die hem uitlegt dat hij nog moet presteren. Nadat ze hem genomen heeft moet Hendrick haast maken richting het bureau. Met pet, ongeschoren en zonder sok is hij een gemakkelijke prooi voor wachtcommandant Vera Keizer en inspecteur Ter Schegget. Hendrick ontvang een officiële waarschuwing.
Weduwe Cecile weet niets van een appartement aan de Utrechtsestraat. Ze heeft een zoon van 19, Anton, en een dochter van 17, Linde. Haar broer Geert Thönissen is makelaar en wilde tot 1 jaar terug samen met Valentijn een opslagcentrum bouwen voor computergegevens in Amsterdam. Maar dat plan mislukte door de trage gang van zaken bij de gemeente. De rechercheurs ondervragen ook scherp de collega's van Valentijn, maar ondanks het schermen met niet bestaande camerabeelden, levert hun onderzoek weinig op. De zaak kabbelt verder zonder enig resultaat.
Bij een tweede verhoor in Bloemendaal weet Hendrick verband te leggen tussen de Kuifje-relikwieën in de flat en de situatie in Bloemendaal. Vader Valentijn en zoon Anton bleken fanatieke en kapitaalkrachtige verzamelaars van alles wat met Kuifje en met zijn bedenker Hergé te maken had. Hendrick ziet een opening in het onderzoek en legt verband tussen de aanschaf van de omslagtekening van het laatste onvoltooide werk van Hergé en het afblazen van het datacentrum. Ook een Twitter-bericht van Geert zet de rechercheurs op het goed spoor. Op de avond van de moord duikt om 23.45 u. Bianca Castafiore op in een Twitter-bericht van Geert.
Na een tip van de schoonmaker Jaap ontbreekt er een rood-witte Kuifje-raket in het appartement aan de Utrechtsestraat. De twee rechercheurs zetten hiermee zwager Geert maximaal onder druk. Die bekent de chirurg in een opwelling te hebben vermoord toen hij vernam dat hun datacentrum destijds niet door was gegaan wegens de aanschaf van een halfgare striptekening - het gaat dus om doodslag, geen moord. Maar de rechercheurs arresteren hem voor moord op Valentijn Bredero. Na alle complimenten in ontvangst te hebben genomen van leiding en collega's, herinnert Oscar Hendrick aan het verjaardagsfeest komende zaterdag van zijn vrouw Henny te Almere. Maar Hendrick gaat eerst op zoek in de Rivierenbuurt naar de etage van de amazone die hem zo knap bereden heeft.